# Maypearl
Maypearl (bis 1903 Eyrie) ist eine Kleinstadt mit dem Status City im Ellis County im Bundesstaat Texas in den Vereinigten Staaten. Das U.S. Census Bureau hat bei der Volkszählung 2020 eine Einwohnerzahl von 939 ermittelt.

## Lage
Maypearl liegt 15 Kilometer südwestlich von Waxahachie im Westen des Ellis County. Das Stadtzentrum von Dallas liegt rund 55 Kilometer von Maypearl entfernt. Nachbardörfer und -städte sind Mountain Peak im Norden, Waxahachie im Nordosten, Boz-Bethel und Five Points im Osten, Bell Branch im Südosten, Pluto im Süden, Grandview im Südwesten sowie Alvarado und Venus im Nordwesten. Maypearl liegt an der Farm-to-Market Road 66.

## Geschichte

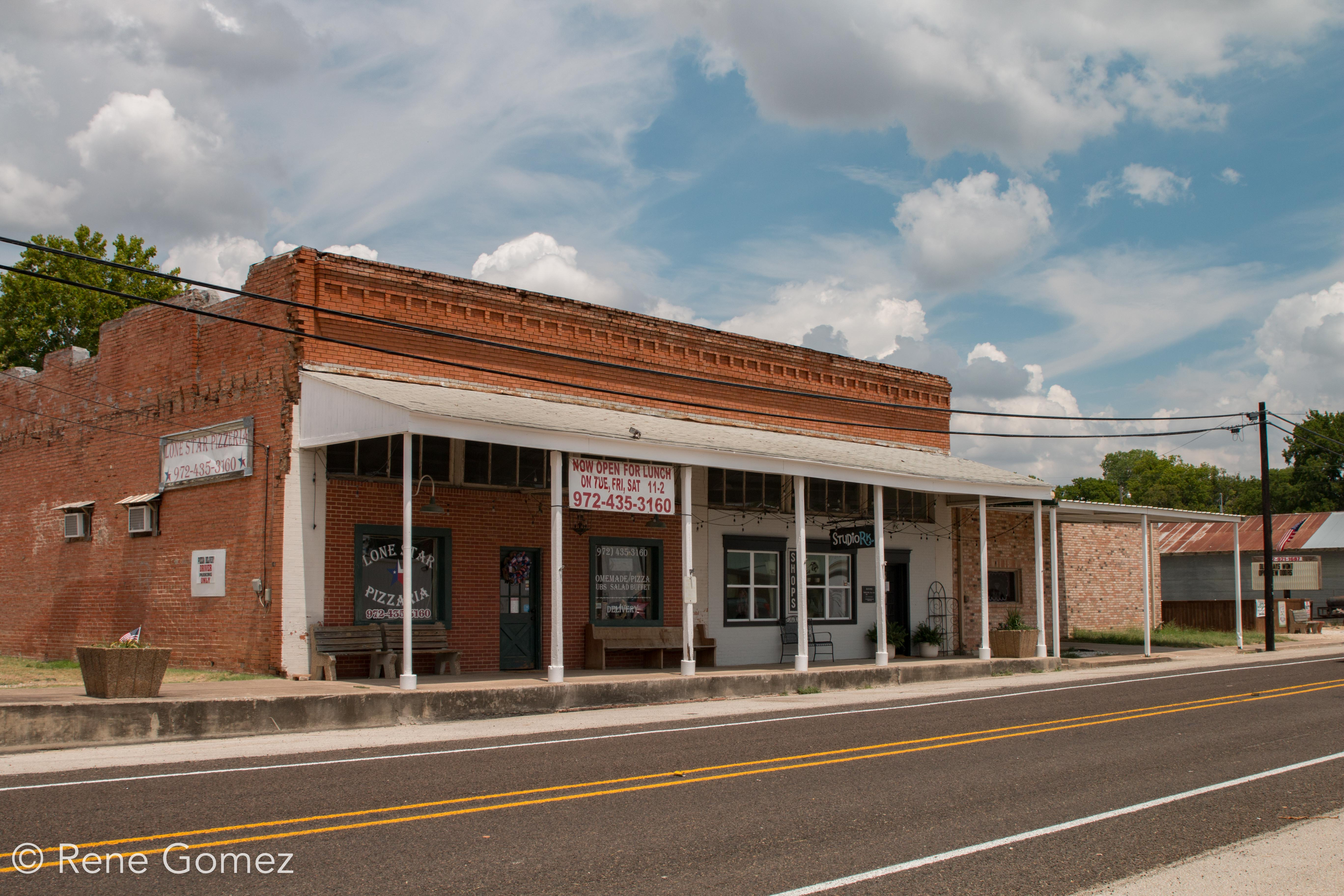
Downtown Maypearl

Die Siedlung wurde gegen Ende des 19. Jahrhunderts gegründet. 1894 erhielt das Dorf eine Poststelle und den Namen Eyrie. Am 25. Juni 1903 wurde der Ort in Maypearl umbenannt, der Name leitet sich von den Namen der Töchter von zwei Angestellten der International-Great Northern Railroad ab, die zu diesem Zeitpunkt im Zuge ihrer Erweiterung die Siedlung erreichte. 1910 wurde Maypearl inkorporiert, vier Jahre später gab es in Maypearl eine Grundschule und eine Highschool, die 300 Kinder und Jugendliche der Stadt Maypearl und der umliegenden Gebiete unterrichtete, zwei Banken, vier Kirchen und 25 Betriebe. 1920 hatte die Stadt 417 Einwohner. Zwischen 1925 und 1960 stieg die Einwohnerzahl nur noch langsam an auf 440 im Jahr 1960. Die Zahl der Betriebe ging in diesem Zeitraum sogar zurück.
In den 1970er-Jahren nahm die Einwohnerzahl von Maypearl wieder zu mit 462 Einwohnern im Jahr 1977 und 686 Einwohnern im Jahr 1986. Im November 1988 wurde die Stadt Waxahachie mit einigen ihrer umliegenden Gemeinden, darunter auch Maypearl, als Standort des Teilchenbeschleunigers Superconducting Super Collider ausgewählt, das Projekt wurde jedoch 1993 aus Kostengründen eingestellt.

## Demografie
Für das Jahr 2018 wurde die Einwohnerzahl von Maypearl mit 781 angegeben, dies entspricht einem Bevölkerungsrückgang von 153 Einwohnern bzw. 16,4 Prozent im Vergleich zur Volkszählung 2010. Von den Einwohnern waren 85,3 Prozent Weiße, 4,6 Prozent Afroamerikaner, 5,6 Prozent Asiaten, 1,2 Prozent waren anderer Abstammung und 3,3 Prozent gaben mehrere Abstammungen an. 19,3 Prozent der Einwohner von Maypearl waren Hispanics oder Latinos. 46,2 Prozent der Einwohner waren männlich und 53,8 Prozent weiblich.
Altersmäßig verteilten sich die Einwohner von Garrett auf 34,8 Prozent Minderjährige, 7,8 Prozent zwischen 18 und 24, 24,6 Prozent zwischen 25 und 44, 21,6 Prozent zwischen 45 und 64 und 11,2 Prozent der Einwohner waren älter als 65 Jahre. 2018 lag das Medianeinkommen pro Haushalt bei 67.794 US-Dollar und pro Familie bei 71.042 US-Dollar. 8,1 Prozent der Einwohner von Maypearl lebten unterhalb der Armutsgrenze.

## Bildung
Maypearl ist Sitz des Maypearl Independent School District, der jeweils eine Grundschule, eine Intermediate School, eine Mittelschule und eine Highschool verwaltet. Im Jahr 2017 wurden in dem Schulbezirk insgesamt 1175 Schüler unterrichtet.